# Девастирање православних светиња на Косову и Метохији у светским ратовима
Девастирање православних светиње на Косову и Метохији у светским ратовима хронолошки је приказ судбине дела српских цркава, манастира и других светиња разорених, оштећених, оскрнављених и опљачканих (на основу постојећих материјалних доказа), у периоду Првог и Другог светског рата.

## Други светски рат
Највећи прогони Срба, најмасовније исељавање и девастација православних светиња одиграло се већ првих недеља након слома  Краљевине Југославије. Поражени већ у првим месецима Немачке агресије на Југославију Срби су били беспомоћни, и поред тога што је Југословенска власт извршила велику мобилизацију у Метохији 10. и 11. марта 1941., на Косову и 28. марта и 2. априла. Док су Срби мобилисани Арнаути су се на мобилизацији одазвали само у малом проценту, око 2%. По повратку Срба кућама из разбијене југословенске војске, они су на Косову дочекивани од наоружаних Арнаута, које не само да није нико разоружавао, док су се они још више наоружали из обијених војних магацина. У новонасталим условима на Косову и Метохији Српски војници су пљачкани и убијани на путу према кући, из заседе; а уколико су успевали доћи до својих села, они су обично налазили своја куће и окућнице већ пусте, исељене, попаљене, порушена. Све је ишло по плану, невероватном брзином, јер се у пљачку и избацивање Срба са Косова дигло скоро цело арбанашко становништво, које је уз помоћ многобројних качака, који су због криминалних дела раније били избегли у Албанију, масовно почели да се враћају натраг.
Немачка војска на територију Косова и Метохије ступила је  већ 9. априла 1941).  У Пећ, главно место и већу граничну варош Метохије, Немци су стигли 17. априла 1941.Убрзо по запоседању јужних српских територија Немачка војска је Косово предала Италији, осим три северна среза на Косову (Косовску Митровицу, Вучитрн и Подујево). Италијанска војска ушла је у срезове Метохијске 20. априла, а у косовске срезове првих дана маја 1941.
За разлику од Немца који су били равнодушни према протеривању Срба, па се чак уочавало да су са тим били сагласни, како би осигуравали релативни ред у варошима и на главним друмовима. Италијани су показивали више симпатије за Србе. Они су испочетка понегде наређивали да се исељавање обустави, чак су звали избеглице натраг. Али је албански покрет био тако јак и тако организован да је по селима слабо ко марио за италијанске наредбе. Доцније, услед неповољног тока рата, Италијани су постајали све мекши, када су, нарочито 1942., интернирали велик број Срба.
Положај српског становништва и Српске православне цркве отежавале су и све чешће акције партизана из шуме, нарочито од 1943. Почетком 1943. Италијани су покупили и последње остатке оружја од Срба; а у априлу месецу исте године провели су и мобилизацију Срба, преко 1.500 људи, и одвели их у Албанију. То су се већ звала албанска одељења италијанске војске и имала су албански знак, извезену косу на капи (један део више се није вратио).
У лето 1943. Италијани су почели да предају сву цивилну власт Арнаутима, спремајући се за своју капитулацију, до које је дошло 8. септембра. Иза тога, Срби су потпуно препуштени бесу Арбанаса. Немци, и сами у тешком војничком положају, преузимајући окупацију од Италијана, били су далеко од тога да се замерају Арбанасима. И тако је од јесени 1943. пошао нов талас насиља против Срба, особито на Косову, где је било заостало још доста Срба колониста.
Један део Метохије, срезови Пећ, Ђаковица, Исток и Ораховац формално су, одмах 1941., анектирани Албанији, а тиме и империји италијанској. После слома Италије, Албанци су, по споразуму с Немцима, сматрали и остатак Метохије и све Косово „Новом Албанијом“, чак нису признавали ни отцепљење трију споменутих северних Косовских срезова. додељеним Србима у којима је постојао нечувен парадокс да је Србија морала плаћати жандармерију и друге управне арбанашке органе, који су мучили Србе.
Арбанаси из Метохије и Косова ушли су у заједнички албански парламент и заједничку владу у Тирани. Остварена је била „Велика Албанија“.
Девастирању православних светиња на Косову и Метохији претходило је најпре уништавање и пљачкање кућа избеглица, па онда њихово паљење или рушење, тако да су нека српска насеља потпуно затрта. Бес уништавања који је хтео да избрише понегде сваки траг да је ту Срба уопште било  пренет је и на рушење српских светиња  цркава и манастира, уколико их понегде нису албански католици задржали за себе. Поред цркава уништавани су и српски  споменици, школе и српска гробља и капеле на њима.